# Питне золото
Питне золото — це суміш води та золота.

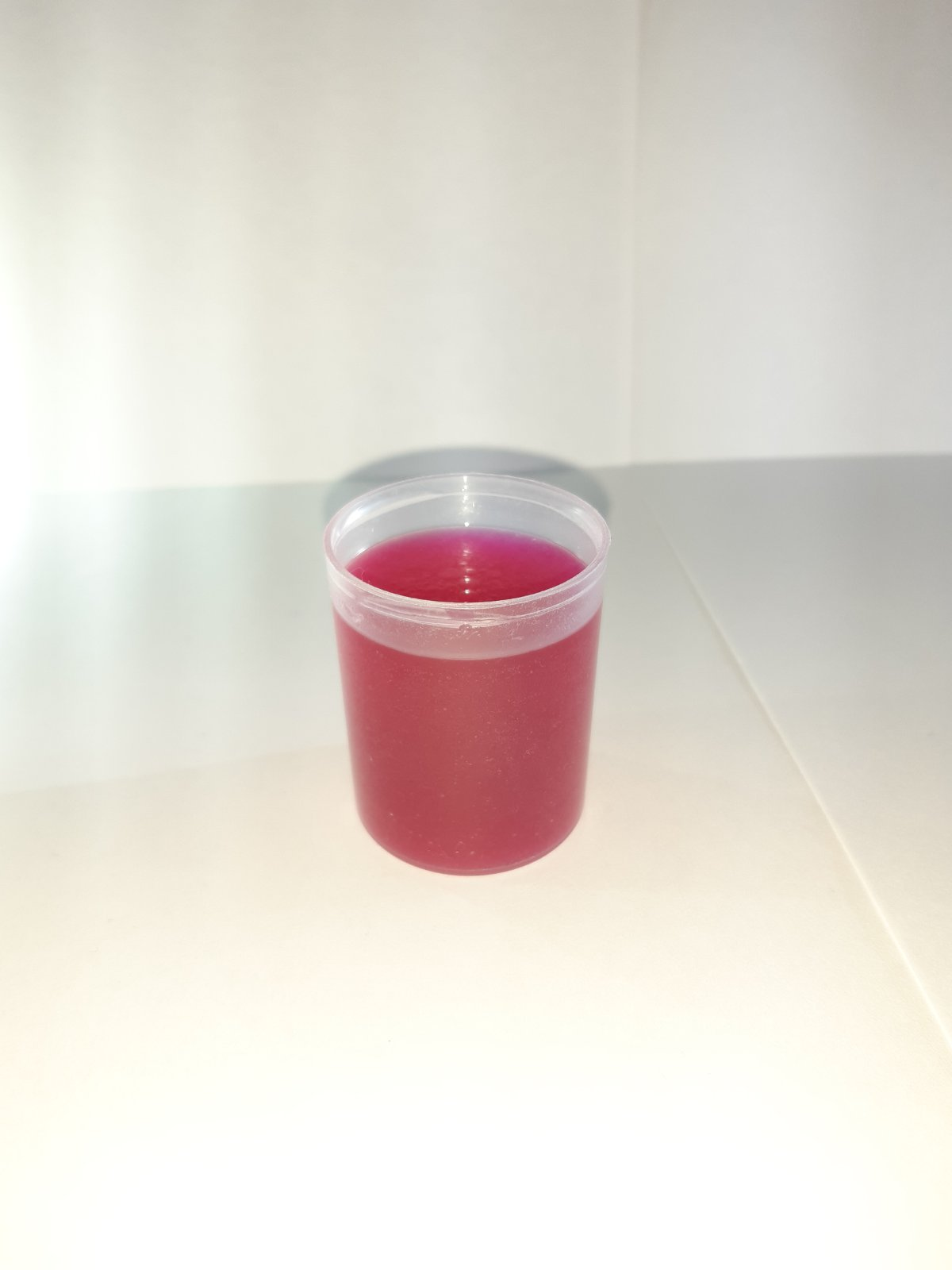
Імітація вигляду питного золота…

Давні алхіміки першими почали виготовляти і вживати питне золото. Вони думали, що воно придатне для вживання та може позитивно впливати на людину: дарувати їй довголіття та омолоджувати її. Алхіміки доводили золото до стану порошку та змішували його з водою. Багато вчених (наприклад, алхімік та лікар XVI століття Давід де Планіс-Кампі) довели, що це дійсно так[джерело?].
У наш час деякі люди вживають золото в їжу (посипають ним морозиво, кашу або розводять у чаї) для демонстрації своїх високих статків чи статусу, тоді як інші роблять це через його лікувальні властивості. Вживання питного золота у великій кількості шкідливе для здоров'я.

## Факти
Розчин питного золота характеризується червоним кольором.
Хімічна формула суспензії чи колоїда, вода та порошок золота (тобто загалом питного золота) є такою: {\displaystyle {\ce {H2O+Au}}} .
Алхіміки готували напій, розтираючи золото до стану порошку та змішуючи його з водою. Таким чином отримували певну суміш питного золота. Найчастіше його вживали в давні часи багаті люди, тобто вельможі, пани, пані, королі.
Зазвичай науковці вказують на токсичність та небезпеку для життя такого розчину.